# Кайро Монтеноте
Ка̀йро Монтено̀те (на италиански: Cairo Montenotte; на лигурски: Cairi, Кайри) е град и община в Северна Италия, провинция Савона, регион Лигурия. Разположен е на 338 m надморска височина. Населението на общината е 13 209 души (към 2011 г.).